# Cuspide (architettura)

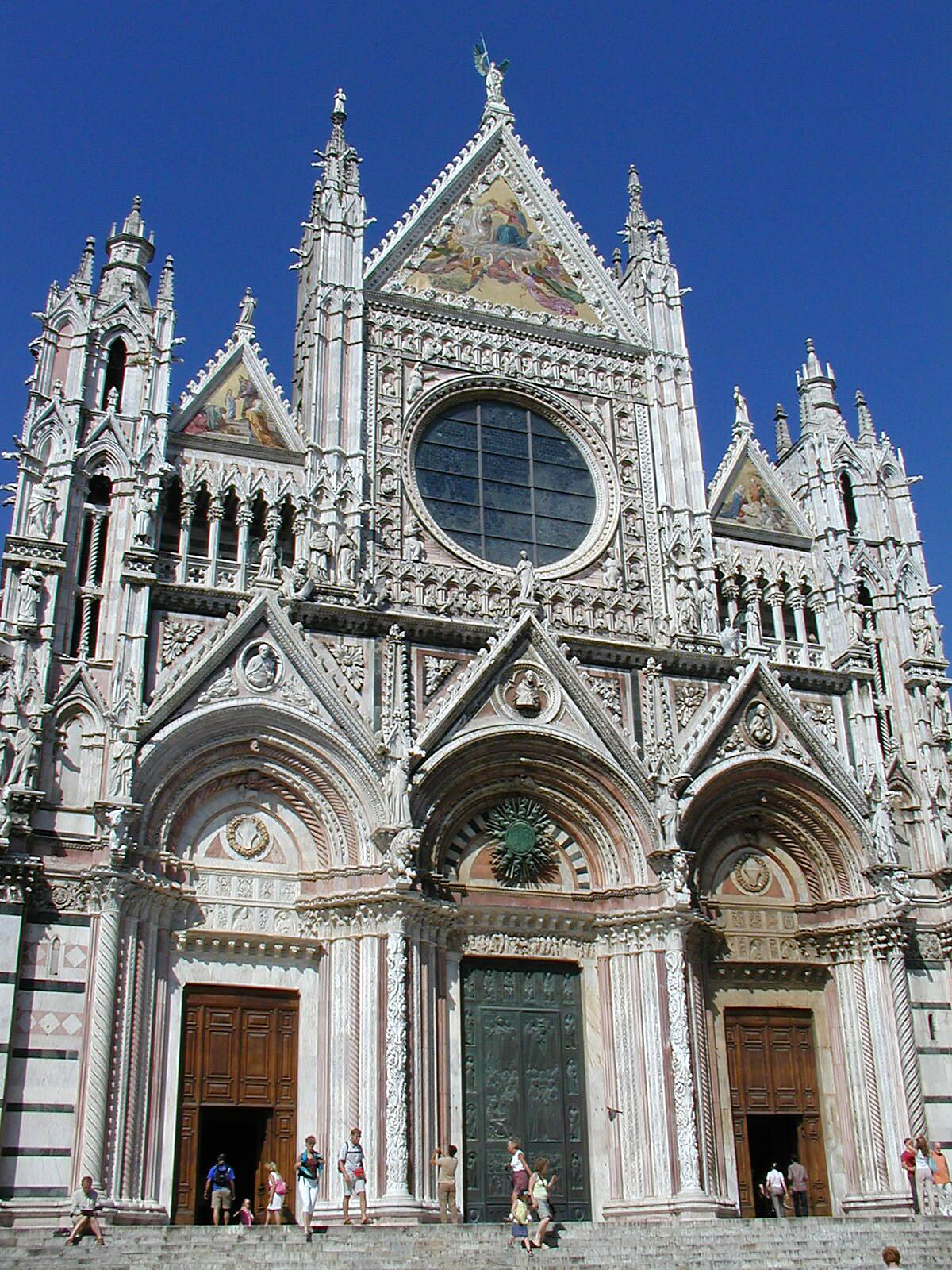
Facciata del Duomo di Siena

La cuspide è un elemento architettonico piatto di forma triangolare con funzione decorativa. È un elemento tipico dell'architettura gotica: fa parte della facciata di più cattedrali gotiche, come ad esempio il duomo di Siena e il duomo di Orvieto. 
Questo elemento architettonico è spesso confuso con le guglie ed i pinnacoli, pur avendo caratteristiche abbastanza distinte: i termini di conseguenza sono spesso usati erroneamente come sinonimo. Il Chrysler Building di New York, con la sua cuspide in acciaio inossidabile, ne è un esempio.